# Vít Bagin
Vít Bagin (* 29. dubna 1947) je bývalý slovenský fotbalový útočník.

## Fotbalová kariéra
V československé lize hrál za Jednotu Trenčín v 8 utkáních a dal 1 ligový gól.

## Ligová bilance
| Ročník                                   | Zápasy | Góly | Minuty | Klub            |
| ---------------------------------------- | ------ | ---- | ------ | --------------- |
| 1. československá fotbalová liga 1969/70 | 8      | 1    | 509    | Jednota Trenčín |
| CELKEM                                   | 8      | 1    | 509    |                 |